# Пол Гарт
Пол Гарт (англ. Paul Hart; нар. 4 травня 1953, Голборн) — англійський футболіст, що грав на позиції захисника. По завершенні ігрової кар'єри — тренер.
Виступав, зокрема, за клуби «Блекпул» та «Лідс Юнайтед». Після завершення кар'єри футболіста тренував ряд відомих англійських клубів.

## Ігрова кар'єра
Народився в місті Голборн в родині футболіста «Манчестер Сіті» Джонні Гарта. Пол у дорослому футболі дебютував 1970 року виступами за команду клубу «Стокпорт Каунті», в якій провів три сезони, взявши участь у 87 матчах чемпіонату.

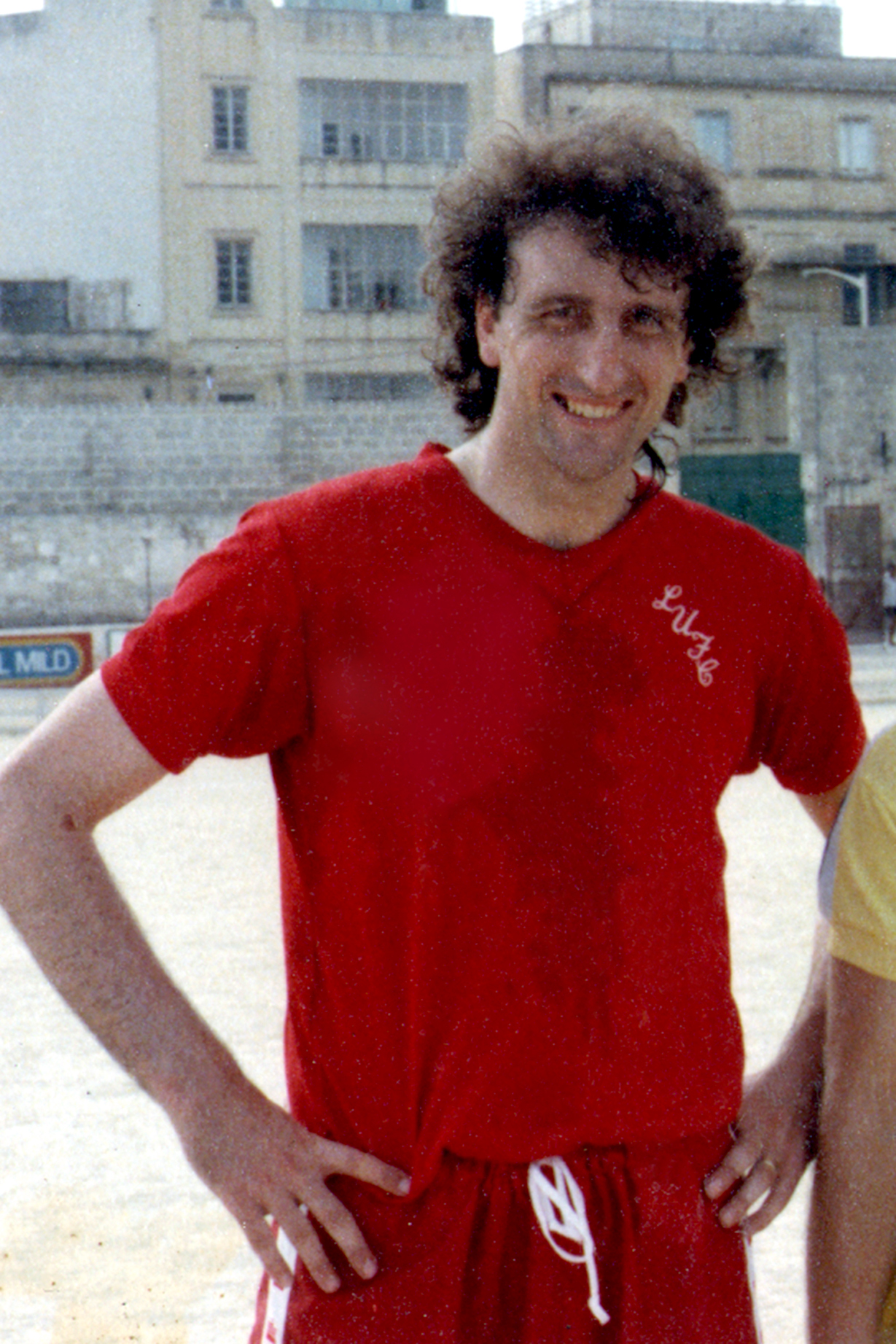
Пол Гарт у 1979 році.

Своєю грою за цю команду привернув увагу представників тренерського штабу клубу «Блекпул», до складу якого приєднався влітку 1973 року. 22 жовтня 1973 року Гарт дебютував за новий клуб і зробив ще два виступи того сезону. Врешті-решт з сезону 1976/77, коли він забив шість голів, Пол став основним гравцем клубу і загалом відіграв за клуб з Блекпула п'ять сезонів своєї ігрової кар'єри.
У березні 1978 року за 300 000 фунтів стерлінгів Гарт перейшов у клуб Першого дивізіону «Лідс Юнайтед», де мав замінити багаторічного основного центрального захисника клубу Гордона Макквіна. Загалом Пол у складі цієї команди провів наступні п'ять років своєї кар'єри гравця. Граючи у складі «Лідс Юнайтед» також здебільшого виходив на поле в основному складі команди, зігравши у 191 матчі чемпіонату.
У 1983 році Гарт підписав контракт з «Ноттінгем Форест», де зіграв у 87 матчах і забив три голи у чемпіонаті. Також Пол Гарт забив незарахований гол у скандальному півфіналі Кубка УЄФА 1983/84 проти «Андерлехта» — перший матч вдома англійці виграли 2:0, а у грі-відповіді бельгійці забили три м'ячі, в тому числі один після сумнівного пенальті, втім в кінцівці гри Гарт відіграв один м'яч, забивши чистий гол, який мав вивести «лісників» у фінал, але іспанський арбітр Еміліо Гурусета його не зафіксував і у наступний раунд пройшов саме бельгійський клуб. Пізніше стало відомо, що суддя отримав велику суму від «Андерлехта».
В травні 1985 року перейшов у «Шеффілд Венсдей», а наступного року став гравцем «Бірмінгем Сіті», у складі якого провів лише одну гру у чемпіонаті. Завершив професійну ігрову кар'єру у клубі «Ноттс Каунті», за команду якого виступав протягом 1987—1988 років. Загалом за кар'єру провів 567 матчів у Футбольній лізі.

## Кар'єра тренера
Розпочав тренерську кар'єру відразу ж по завершенні кар'єри гравця, 1988 року, очоливши тренерський штаб клубу «Честерфілд». На момент приходу Гарта клуб був внизу таблиці Третього дивізіону, він реорганізував і відновив ігрову сторону клубу з помічником Крісом Макменемі. Особливо завдяки великій кількості домашніх перемог у перших трьох місяцях 1989 року та дивовижній перемозі 3:1 над другою командою «Шеффілд Юнайтед» на початку січня, команда піднялась з нижньої четвірки. Однак це виявилося лише тимчасовим покращенням проблем клубу. Не дивлячись на вдалі виступи нападника Дейва Воллера, який повторив рекорд клубу за голами у послідовних іграх (вісім), «Честерфілд» вилетів у передостанньому турі. У наступному сезоні «Честерфілд» став сьомим у Четвертому дивізіоні і потрапив у плей-оф, у фіналі якого на «Вемблі» клуб програв «Кембридж Юнайтед» і не зумів підвищитись у класі. У лютому 1990 року під керівництвом Гарта у Футбольній лізі дебютував Шон Дайч. Не отримавши коштів для поліпшення складу у сезоні 1990/91 років, Пол покинув клуб на початку 1991 року.
Потім Гарт працював з молодіжною командою «Ноттінгем Форест», а згодом очолив молодіжну академію «Лідс Юнайтед», з якою виграв молодіжний Кубок Англії у 1993 та 1997 роках. Ці гравці, серед яких були зокрема Гаррі К'юелл, Джонатан Вудгейт, Іан Гарт, Алан Сміт, Гері Келлі, Пол Робінсон та інші, становили згодом основу «Лідса», яка досягла півфіналу Ліги чемпіонів 2000/01. Після розбіжностей з тренером основної команди «Лідса» Джорджом Гремом він повернувся назад на посаду юнацького тренера у «Ноттінгем Форест». Там він зміг зі своєю командою абсолютно несподівано виграти чемпіонат Англії для 19-річних у сезоні 2000/01. Тут серед підопічних Гарта були також декілька майбутніх відомих гравців, зокрема Енді Рід, Джермейн Дженас, Майкл Доусон та інші.
Завдяки своїм успіхам з молодіжною командою Гарт очолив першу команду клубу 2001 року, коли попередній головний тренер Девід Платт залишив цю посаду. «Ноттінгем Форест» мав серйозні фінансові труднощі протягом цього часу, і вже менш ніж через місяць його перебування на посаді Пол виставив на трансфер усіх гравців команди, після того, як стало відомо, що він мусить різко скоротити фонд заробітної плати, щоб уникнути фінансового краху клубу. В результаті Гарт втратив кількох досвідчених і ключових гравців, зокрема Енді Джонсона, що перейшов у «Вест-Бромвіч Альбіон» за 200 000 фунтів стерлінгів, Алана Роджерса, що перейшов до «Лестер Сіті» за невідому плату та Стерна Джона, який став гравцем «Бірмінгем Сіті» за 100 000 фунтів стерлінгів.
У другому сезоні 2002/03, коли фінансові проблеми дещо пом'якшилися, Гарт вивів у клуб в плей-оф Першого дивізіону, втім вже в першому раунді клуб вилетів від «Шеффілд Юнайтед». Наступний сезон 2003/04 «Форрест» почав добре, але смуга з 14 ігор без перемог призвела до звільнення Гарта після домашньої поразки 0:1 від «Ковентрі Сіті» 7 лютого 2004 року, коли клуб опинився в зоні вильоту.
Менш ніж через місяць після цього Гарт прийняв пропозицію обійняти посаду менеджера в клубі Другого дивізіону «Барнслі», однак покинув клубу через рік, так і не зумівши підвищити його у класі.
У травні 2006 року Гарт перейшов на посаду менеджера «Рашден енд Даймондс» після від'їзду Баррі Гантера. Після посереднього початку сезону у «Даймондс» почалась серія з восьми матчів без перемог, що призвело до того, що Гарт залишив клуб у жовтні за взаємною згодою.
У березні 2007 року прийняв пропозицію попрацювати у клубі «Портсмут», де знову повернувся до роботи з молодіжною командою. В лютому 2009 року, після звільнення головного тренера Тоні Адамса, Гарт 9 лютого 2009 року став виконувачем обов'язків головного тренера. Він виграв свою першу гру проти «Манчестер Сіті» (2:0) 14 лютого 2009 року, після чого отримав право керувати командою до кінця сезону 2008/09. Незабаром після цього Гарт привів Браяна Кідда як свого помічника. За підсумками сезону 2008/09 клуб став 14-им у Прем'єр-лізі, після чого Гарт був призначений постійним менеджером, підписавши дворічний контракт 21 липня 2009 року. Однак у сезоні 2009/10 «Портсмут» в умовах сум'яття та на межі введення тимчасової адміністрації, мав найгірший початок серед команд Прем'єр-ліги, програвши перші сім матчів у чемпіонаті. Ця серія закінчилась лише 3 жовтня 2009 року, коли «Портсмут» переміг 1:0 «Вулвергемптон Вондерерз», втім і в подальшому результати не стали набагато кращими і 24 листопада 2009 року, вигравши тільки дві гри у Прем'єр-лізі з 13-ти проведених і знаходячись на третьому місці з кінця, Гарт був звільнений. Він відхилив пропозицію зайняти посаду технічного директора, відповідального за гравців у віці від 18 до 21 років, і залишив клуб.
17 грудня 2009 року Гарт був призначений менеджером «Квінз Парк Рейнджерс» після відходу Джима Магілнтона, втім вже 15 січня 2010 року, після лише п'яти ігор на посаді, залишив клуб.
2 березня 2010 року Гарт був призначений в.о. головного тренера «Крістал Пелес». Клуб знаходився в адміністрації, і завдання Гарта полягало в тому, щоб утримати клуб у Чемпіоншипі. Це було досягнуто в останньому турі після нічиєї 2:2 з «Шеффілд Венсдей», після чого Гарт все ж залишив клуб наприкінці сезону.
3 березня 2011 року очолив клуб Першої англійської ліги «Свіндон Таун», що перебував у зоні вильоту. Втім вже 28 квітня 2011 року Гарт був звільнений після невдалої спроби вивести клуб на новий рівень, здобувши тільки одну перемогу в 11 матчах під час його перебування на посаді.
3 червня 2011 року Гарт приєднався до «Чарльтон Атлетик», ставши директором Академії і покинув клуб 21 травня 2014 року після реструктуризації в Академії.
2 жовтня 2014 року Гарт став тренером Академії клубу Першої ліги «Ноттс Каунті», а вже 23 березня 2015 року став в.о. головного тренера. Пол керував головною командою клубу у трьох іграх до призначення Рікардо Моніза новим менеджером 7 квітня 2015 року. Гарт згодом покинув «Ноттс», заявивши, що його слід було залишити тренером на повноцінній основі після відходу Шона Деррі.
29 серпня 2015 року було оголошено, що Гарт повернеться до «Лідс Юнайтед» як директор Академії та менеджер команди з гравців до 21 року, втім покинув клуб 1 квітня 2016 року через особисті проблеми.
3 травня 2016 року Гарт був призначений помічником тренера клубу Другої ліги «Лутон Таун».